# Metagonia maya
Metagonia maya är en spindelart som beskrevs av Chamberlin och Ivie 1938. Metagonia maya ingår i släktet Metagonia och familjen dallerspindlar. Inga underarter finns listade i Catalogue of Life.